# Isophya pulchella
Isophya pulchella är en insektsart som beskrevs av Giglio-tos 1894. Isophya pulchella ingår i släktet Isophya och familjen vårtbitare. Inga underarter finns listade i Catalogue of Life.